# Bella Italia (Santa Fe)
Bella Italia è un comune situato a nord-est del Dipartimento di Castellanos all'interno della Provincia di Santa Fe nello stato dell'Argentina a 69 metri sopra il livello del mare. Bella Italia dista circa 8 km da Rafaela sulla Strada Provinciale 70.
Bella Italia fu fondata da Camilo Aldao nel 1881, senza che fosse stata istituita un'area urbana. I suoi primi abitanti furono immigrati italiani che si insediarono nel sud della colonia, e diedero il nome di Bella Italia  in omaggio al loro Paese di origine. Più tardi, degli emigrati svizzeri si stabilirono nel nord. Sebbene il comune sia stato istituito nel 1909, ha iniziato ad apparire sulle mappe geografiche solo nel 1957, quando furono costruite case sulla provinciale 70. Nel 1961, fu inaugurata la chiesa cattolica locale. Nel 1998 è stata fondata la Bella Italia Sports and Social Club, la prima società sportiva della città.  La principale attività economica è l'agricoltura, costituita da numerosi piccoli produttori.

## Società

### Evoluzione demografica
La Popolazione di Bella Italia è di 1.347 abitanti (Fonte Indec, 2010)
Abitanti censiti